# Cooperativa

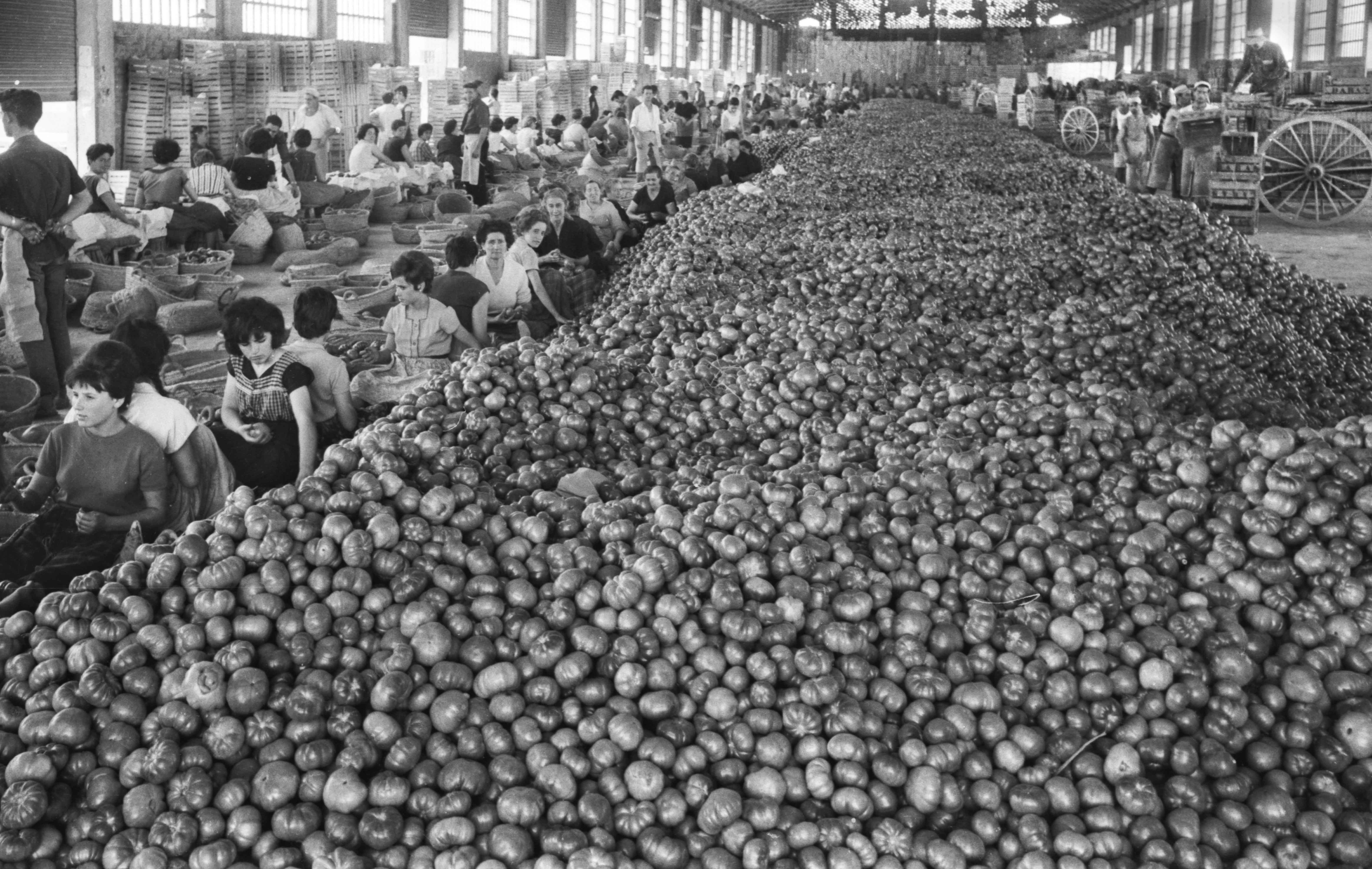
Cooperativa agrícola d'Alginet, al País Valencià, 1963.

Una cooperativa és una empresa la propietat de la qual pertany als seus membres, que la gestionen per a autoabastir-se de productes, serveis o treball, i que comparteixen els seus rendiments. Segueix els principis cooperatius, que són les pautes de gestió a través de les quals duen els seus valors a la pràctica: adhesió lliure i oberta; gestió democràtica; participació econòmica dels socis; autonomia i independència; educació, informació i formació; cooperació entre cooperatives i interès per la comunitat.
Els socis de les cooperatives participen activament en les decisions tècniques i productives que configuren la manera com es realitza el treball que cal dur a terme. També prenen les decisions estratègiques de l'empresa, assumint-ne conjuntament els riscos econòmics i socials que en comporta la titularitat. Aquesta participació requereix un alt nivell de motivació de les persones que en formen part.
Les cooperatives aporten un valor afegit al sistema econòmic: creen ocupació estable i de qualitat, i permeten a la ciutadania tenir una influència directa en els assumptes del mercat que els afecten. El cooperativisme es fonamenta en un conjunt de valors que són, en essència, universals: autoajuda, autoresponsabilitat, igualtat, equitat, solidaritat, honestedat, transparència i responsabilitat social.

## Estructura cooperativa
La cooperativa es basa normalment en el model de producció d'empresa privada, i la pren com a nucli de l'activitat econòmica; encara que, com a model de societat mercantil, presenta algunes particularitats a la seva estructura.
A continuació us oferim un requadre que intenta explicar les diferències entre empresa cooperativa i societat mercantil clàssica.
| Empresa clàssica                                                                                        | Empresa cooperativa                                                                                        |
| Les persones cerquen obtenir guanys i beneficiar-se els uns dels altres.                                | Les persones cerquen donar serveis i el benefici comú.                                                     |
| Amb el guany es beneficia el propietari del capital.                                                    | Amb el guany es beneficia la prestació de serveis.                                                         |
| Principal objectiu: eixamplar els marges fins a fer-los tan profitosos com es pugui per a l'accionista. | Principal objectiu: oferir serveis de qualitat i econòmics, i reportar beneficis als socis.                |
| El benefici aconseguit es distribueix entre els accionistes.                                            | L'excedent disponible es retorna als socis en proporció a les seves activitats o serveis.                  |
| L'accionista dirigeix.                                                                                  | El soci dirigeix.                                                                                          |
| La persona no té ni veu ni vot.                                                                         | La persona té veu i vot.                                                                                   |
| El nombre de socis és limitat.                                                                          | El nombre de socis és il·limitat. Poden ser socis totes les persones que ho desitgin, segons els estatuts. |
| Els objectius són independents del soci.                                                                | Els objectius són dependents de les necessitats dels socis.                                                |
| Administrada per un nombre reduït de persones.                                                          | Es governa amb la participació de tots els socis.                                                          |

## Tipus de cooperatives
- Cooperatives de primer grau: formades per persones que tenen uns interessos comuns i que s'agrupen per fer-los realitat de manera consensuada. Segons la seva activitat, poden ser:
  - Agràries
  - Marítimes, fluvials i lacustres
  - Assegurances
  - Consumidors i usuaris
  - Crèdit
  - Ensenyament
  - Habitatges
  - Sanitàries
  - Serveis
  - Treball associat
  - Mixtes
- Cooperatives de segon grau: integrades per un mínim de dues persones jurídiques, una de les quals, almenys, ha d'ésser una cooperativa.

## El cooperativisme a Catalunya
Segons la Confederació de Cooperatives de Catalunya, COOPCAT, operen 4.779 cooperatives a Catalunya, un 22% de les totals a l'Estat Espanyol, que ocupen directament 38.546 treballadors. La majoria, 3.042, són cooperatives de treball; segueixen les agrícoles, que són 463; les de serveis, 183; les de consum, 128; les d'habitatge, 94; i les d'ensenyament, 86. A més, hi ha prop de cinquanta cooperatives de segon grau.
El nombre de cooperatives ha anat creixent des de fa sis anys. Per exemple, en 2011 a Catalunya se'n van crear 113, i en 2012 van ser-ne 147, el mateix nombre que les creades en 2013. Actualment, el cooperativisme dona feina directa o indirecta a més de 40.000 persones a Catalunya i produeixen vora el 3% del PIB del Principat, amb uns 7.000 milions d'euros en valor de producció.

Segons el Departament d'Empresa i Ocupació de la Generalitat de Catalunya, hi ha més d'un milió de persones associades a cooperatives (socis de consum o de treball, per exemple).

## Constitució d'una cooperativa
Com constituir una cooperativa de nova creació depèn de les lleis particulars de cada país. A Catalunya, per exemple, recentment s'ha aprovat un avantprojecte de llei que quan sigui vigent en modificarà els tràmits actuals. Mentrestant, a Catalunya cal seguir els passos del marc de 2002, que són els següents:
- Redactar-ne els estatuts, tenint en compte que la llei n'estableix un contingut mínim i que s'aprovin formalment a l'assemblea constituent.
- Celebrar una assemblea constituent a la qual assisteixin tots els socis i on s'ha d'acordar la creació de la cooperativa, aprovar-ne els estatuts i escollir-ne els socis que en formaran el primer consell rector i els socis que faran d'interventors de comptes. Cal no oblidar escriure'n l'acta.
- Cal un capital social inicial de 3.000 euros, aportat pels socis. S'ha d'obrir un compte bancari en el qual es dipositarà aquest import abans de portar els estatuts, ja aprovats per l'assemblea constituent per signar l'escriptura de constitució.
- L'escriptura de constitució es signa davant de notari. Cal que contingui l'acta de l'assemblea i el certificat acreditatiu de les aportacions dels socis al capital social.
- Sol·licitar un CIF de moment provisional a l'Agència Estatal de l'Administració Tributària. Aquest CIF provisional s'usarà mentre la societat no sigui inscrita al registre de cooperatives.
- Les cooperatives estan exemptes del pagament de l'impost de transmissions patrimonials i actes jurídics patrimonials. Es pot autoliquidar el ITP-AJD.
- Finalment, cal inscriure's al registre general de cooperatives.

## Falsa cooperativa
El terme falsa cooperativa fa referència a un tipus de frau laboral en què una empresa utilitzaria la legislació existent de cooperatives, i sovint també la d'autònoms, i així donaria lloc a uns socis que estarien exercint de fet com a assalariats en unes condicions laborals pitjors que les que els correspondrien com a treballadors per compte d'altri en el mateix sector. En l'àmbit dels Països Catalans s'han donat casos sobretot en la indústria càrnia i hotelera.